# 城峰路
城峰路（Chengfeng Rd.）為高雄市左營區鳳山縣舊城東門的一般道路，也是通往果貿社區的道路，起端為勝利路，末端為南門圓環。

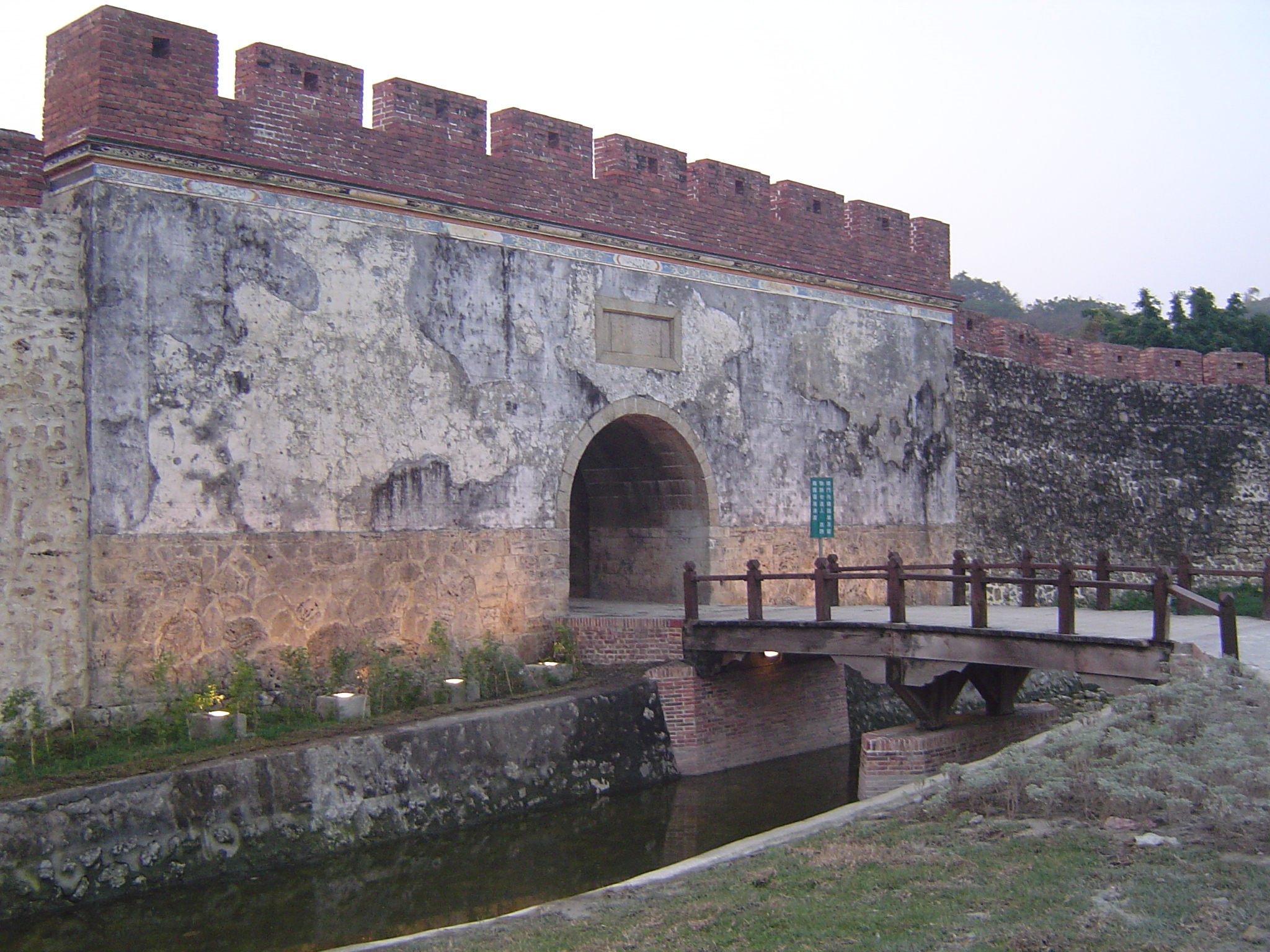
城峰路上的鳳山縣舊城東門

## 行經行政區域
- 左營區

## 沿線設施
（由北至南）
- 高雄美國學校
- 高雄市左營區大義國中（页面存档备份，存于）後門
- 左營五王宮
- 北方碳烤燒餅
- 鳳山縣舊城東門
- 高雄市左營區永清國小（页面存档备份，存于）
- 翠峰國宅
- 果貿社區
- 鳳山縣舊城南門圓環
- 夏天藝術工作室

## 公車資訊
- 港都客運
  - 38 左營南站－榮民總醫院
- 南台灣客運
  - 301 加昌站－高雄火車站
  - 紅51 高鐵左營站－蓮池潭－捷運生態園區站

## 公共自行車
- 高雄市公共自行車租賃系統：
  - 大義國中(城峰路側)：城峰路/東門路口(學校後門)東側

## 內部連結
- 高雄市主要道路列表